# Karcinom prsu
Karcinom prsu (mammakarcinom; „rakovina prsu“) je maligní nádorové onemocnění prsu, postihující v naprosté většině případů ženy. Muži tvoří cca 1 % postižených. K většině onemocnění dochází po 60. roce věku, před přechodem je onemocnění spíše vzácné a před 25. rokem extrémně vzácné.

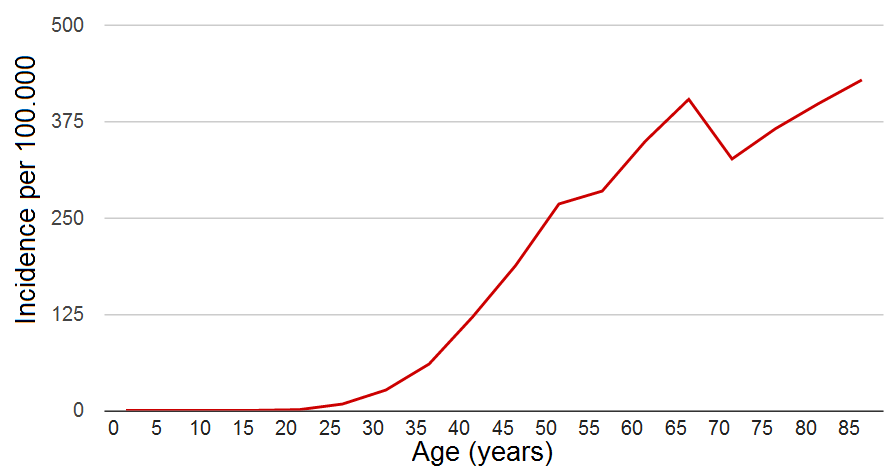
Výskyt rakoviny prsu u žen ve Spojeném království podle věku

## Statistika

Úmrtnost na rakovinu prsu (na 100000 obyvatel v roce 2004)

### Svět
Největší incidence karcinomu prsu je zaznamenávána ve vyspělých zemích. V posledních letech narůstá incidence (nikoli však úmrtnost) u nádorů prsu a prostaty. Za rostoucím počtem případů však může být zlepšená diagnostika a zvýšené obavy. Nově se však ukazuje, že léčba je u neinvazivní formy někdy zbytečná  a je požadována redefinice rakoviny.

### V roce 2005
V roce 2005 byla nově diagnostikována rakovina prsu u 5 533 českých žen, což činí 16 % všech nádorových diagnóz u žen v tomtéž roce. Toto číslo odpovídá 105,4 případu na sto tisíc žen. V témže roce zemřelo na nádor prsu 36,5 ze sta tisíc žen (tedy zhruba třetina nemocných). Z dlouhodobého hlediska úmrtnost na nádory prsu u žen stabilně klesá . Nádory prsu jsou nejčastější příčinou nádorové úmrtnosti u českých žen, a proto představují závažný zdravotní problém. Naopak úmrtnost u mužů je podstatně vyšší, než u žen; v roce 2005 v ČR bylo sice diagnostikováno jen 0,8 případu na 100 tisíc mužů, ale zároveň 0,5 úmrtí na tuto rakovinu na 100 tisíc mužů, což odpovídá úmrtnosti 62,5% nemocných mužů, tedy skoro dvojnásobnému riziku úmrtí v případě onemocnění, než u žen.

### V roce 2009
V roce 2009 byla rakovina prsu nově diagnostikována u 55 mužů (0,7 na 100 tisíc mužů) a u 5 975 žen (111,9 na 100 tisíc žen), počet zemřelých mužů na rakovinu prsu pro rok 2009 nebyl konkretizován, počet takto zemřelých žen činil 1607 (30,1 na 100 tisíc žen, asi 13,2% tímto karcinomem trpících).

### V roce 2024
Každý rok bylo k roku 2024 s rakovinou prsu diagnostikováno na osm tisíc žen. Zároveň se však zvýšil zájem o prevenci onemocnění pomocí vyšetření na mamografu, kterých ročně proběhlo přes 400 tisíc.

## Rizikové faktory
Při pátrání po příčinách rakoviny prsu byly odhaleny některé faktory, které zvyšují riziko, že dojde k onemocnění. Všechny známé rizikové faktory dohromady „vysvětlují“ pouze menší část všech onemocnění.[zdroj?]
- Alkohol – s množstvím vypitého alkoholu úměrně stoupá i riziko nádorů prsu. Odhaduje se, že zhruba 1/4 případů rakoviny prsu je způsobena konzumací alkoholu.[7]
- Nevhodná strava - vláknina snižuje riziko karcinomu.[8]
- Nádor se již vyskytl v rodině či u téhož pacienta – pokud se u ženy objevil nádor v jednom prsu, je u ní vyšší riziko, že se objeví i v prsu druhém. Riziko také stoupá s výskytem nádorů u matky či sestry, případně i vzdálenějších příbuzných. To platí zejména, pokud bylo nádorové onemocnění prsu diagnostikováno u některého příbuzného ještě dříve, než dosáhl 40. narozenin.
- Určité změny ve tkáni prsu – u některých žen se při mikroskopickém vyšetření tkáně prsu objeví netypické buňky. V takovém případě stoupá riziko vzniku nádoru prsu.
- Genetické mutace – změny v některých genech zvyšují riziko nádorů prsu. Platí to zejména pro geny BRCA1 a BRCA2, jejichž některé mutace způsobují mnohem vyšší riziko. Při podezření na tyto genové změny lze provést vyšetření, které je potvrdí, či vyloučí. Při jejich potvrzení lze podniknout určitá preventivní opatření, aby k rakovině nedošlo.
- Menstruace a přechod – u žen, které začaly menstruovat před 12. rokem života, přestaly menstruovat až po 55. roce, měly první dítě v pozdějším věku nebo neměly děti vůbec, je riziko nádorů prsu zvýšeno. Totéž platí i pro ženy, které po přechodu berou hormonální terapii s obsahem estrogenu a progestinu.
- Ozáření prsu – u žen, kterým byl v rámci nádorové léčby ozařován hrudník včetně prsů, je zvýšené riziko karcinomu prsu. U mladých žen (pod 30) a tím více dívek způsobují i běžné rentgeny hrudi mírně zvýšené riziko.
- Denzita prsní tkáně – pokud je při mamografii odhalena zvýšená denzita tkáně prsu, tedy vyšší absorpce rentgenového záření, znamená to vyšší riziko vzniku nádoru.
- Nadváha či obezita po přechodu, nedostatek pohybu – nedostatek pohybu a nadváha u žen po přechodu zvyšují riziko nádorů prsu.
- Vystavení chemickým látkám – vystavení určitým chemickým látkám (např. pesticid DDT, diethylstilbestrol aj.) zvyšuje riziko rakoviny prsu, pokud k němu došlo během puberty, což je připisováno jejich schopnosti narušovat hormonální systém.[9]
- Dlouhodobá noční práce – např. práce na směny[10]

Podle skandinávského výzkumu dvojčat připadá asi 27 % případů rakoviny prsu na genetické faktory a zbytek na faktory životního stylu a životního prostředí.
Virus leukémie u krav, který se vyskytuje v kravím mléku, byl nalezen o 30 % častěji u žen s karcinomem prsu než u žen bez karcinomu.

### Nepodložené
- nošení podprsenky - podle teorie zveřejněné v knize Dressed to Kill v roce 1995 mají mít ženy nosící podprsenku podstatně vyšší riziko vzniku rakoviny prsu, neboť si mají narušovat tok lymfy, což by dle knihy mělo vést k hromadění toxinů a ke vzniku nádorů. Studie porovnávající zvyky tisícovky ženy trpících rakovinou prsu se zvyky kontrolní skupiny skoro 500 žen podobného věku ale nenašla žádnou souvislost mezi nošením podprsenky a rizikem vzniku rakoviny.[12]

## Příznaky
Nejčastějšími příznaky nádorů prsu jsou okem či pohmatem patrné změny prsu a často oteklé lymfatické uzliny v podpaží. Velmi důležité je pravidelné samovyšetřování prsu, které umožní zachytit změny prsu a navštívit s nimi včas lékaře.
Ve více než 80 % případů je prvním symptomem bulka v prsu, kterou si postižená žena sama nahmatá. Na druhé straně ovšem většina samonahmataných nálezů není rakovinného původu, nýbrž jde o naprosto neškodné cysty, případně fibroadenomy.
Pohmatem patrné změny zahrnují:
- bulka, hrbolek či ztluštění v části prsu nebo poblíž prsu, případně v podpaždí,
- citlivost bradavky.

Okem patrné změny prsu zahrnují:
- změnu ve velikosti či tvaru prsu
- vtažení bradavky,
- otok, šupinatění, zarudnutí či „pomerančový“ vzhled kůže prsu (zánětlivý karcinom).

Bolest či výtok z bradavky jsou v časných stadiích méně obvyklé. Oba příznaky navíc mohou doprovázet také řadu jiných chorob prsu. Přesto je ale se všemi těmito problémy vhodné navštívit lékaře, protože jedině on může zvážit závažnost stavu a případně doporučit některá další vyšetření.
Poměrně vzácný zánětlivý karcinom prsu vyniká širokým spektrem nespecifických, proměnlivých příznaků a zpravidla totální absencí hmatatelného nálezu: nejznámější příznaky jako otok, šupinatění, zarudnutí či „pomerančový“ vzhled kůže prsu se vyskytují jen u přibližně 50–75 % těchto karcinomů.

## Diagnostika
Podezření na rakovinu prsu je možné získat při samovyšetření, vyšetření lékařem či screeningovém mamografickém vyšetření nebo při vyšetření ultrazvukem, které se u mladších žen preferuje před mamografickým. Pokud lékař uvažuje o možnosti nádorového onemocnění prsu, zvolí obvykle k vyloučení či potvrzení diagnózy jednu či několik z dalších metod – diagnostické mamografické vyšetření, ultrazvukové vyšetření prsu, magnetickou rezonanci prsu nebo cílenou biopsii z hmatné léze. Obvykle je třeba vyšetření více, neboť pokud se jedná o nádor, je nutné pro volbu dalšího postupu znát i rozsah nádorového onemocnění.

### Samovyšetření
Každé ženě se doporučuje provádět minimálně jednou měsíčně samovyšetření obou prsů. Při něm by měla žena důkladně prozkoumat své prsy zejména na přítomnost příznaků podrobněji zmíněných v sekci Příznaky. Při nejasnosti či přítomnosti příznaků by měla navštívit svého lékaře – nejlépe gynekologa.

### Vyšetření lékařem
Každá žena nad 15 let věku má právo chodit pravidelně jednou ročně na kontroly u svého gynekologa.[zdroj?] Ten by měl zejména u žen po menopauze pohledem a pohmatem vyšetřovat oba jejich prsy na přítomnost příznaků, které mohou svědčit pro nádorové onemocnění.
Pokud žena objeví při samovyšetření nějaký příznak, neměla by čekat na nejbližší kontrolu. Raději by měla takové zjištění telefonicky ohlásit svému gynekologovi a zároveň se k němu objednat na kontrolu.
Pokud lékař při vyšetření shledá, že by nález mohl svědčit pro nádorové onemocnění, velmi pravděpodobně pacientku odešle na další vyšetření.

### Mamografické vyšetření
Každé ženě od věku 45 let hradí pojišťovna jednou za dva roky mamografické vyšetření. Při něm pacientka podstoupí rentgenování obou prsů slabým paprskem. Prs je při snímkování stlačen, aby mohl být na snímku lépe prosvícen.
Snímek se provádí k odhalení časných nádorových změn. Nejčastějšími známkami nádoru jsou hvězdicovitá zahuštění tkáně prsu a také malé okrsky zvápenatění, které jsou na snímku viditelné jako bílé tečky.
Kromě použití ke screeningu se snímkování mamografem používá také k vyloučení podezření na nádor. Diagnostická mamografie je cílené vyšetření, proto již není nastavena na minimální dávku jako screeningová mamografie. Při diagnostické mamografii je použito vyšší intenzity rentgenového záření, takže vznikne kvalitnější obraz zachycující více detailů.[zdroj?]

## Klasifikace
Klasifikace karcinomu je velmi důležitá pro volbu nejlepší terapie. Nádory prsu totiž představují poměrně širokou skupinu onemocnění různého biologického chování.
Rozlišujeme
- primární onemocnění, původem a rozsahem omezené na jeden prs případně uzliny
- lokální recidiva v dříve postižené oblasti včetně uzlin
- sekundární tumor původem z jiného orgánu zasahující prs – metastázy i přímé prorůstání do prsu jsou vzácné

- metastatický rozsev nádoru mimo primárně postiženou oblast, nejčastěji:
  - metastázy do kostí
  - metastázy v jiných orgánech (plíce, játra, mozek) které mají zpravidla nejhorší prognózu

### Klasifikace podle velikosti a biologických vlastností primárního tumoru
Důležitá kritéria jsou:
- velikost tumoru, počet ložisek a napadených uzlin.
- vzhled tumoru, ohraničení, diferenciace struktury, ložiska nekrózy
- věk pacientky a rodinná anamnéza – dědičné tumory mají většinou vlastní specifika
- biologické parametry:
  - histologický původ (tj. jaké tkáni je nádor podobný) – lobulární, duktální, bazální
  - výskyt receptorů ER (estrogen), PR (progesteron), AR (androgen), HER2neu, KI67. U receptorů ER je vyšší procento ER pozitivních buněk prognosticky příznivější, naopak u KI67 značí vyšší procento pozitivních buněk agresivnější tumor
    - ER+ (>80%),PR+,AR+ mají nejlepší prognózu, velmi často stačí operace a antihormonální léčba
    - ER+,PR- anebo ER+(<60%), resp KI67 (>20%) mají dobrou prognózu, ale vyžadují agresivnější terapii
    - HER2neu tumory vyžadují terapii monoklonální protilátkou herceptinem a další terapii podle kombinace ostatních receptorů

  - ER-,PR-,HER2neu- jsou tzv. triple negative tumory, dále rozdělené podle přítomnosti či nepřítomnosti dalších markerů, jako např. cytokeratiny 5 a 6 (CK5, CK6), androgen receptor (AR) nebo nukleárních receptorů GATA3 či FOXa1
    - bazální (CK5+,CK6+) versus ne-bazální (CK5-,CK6-, často AR+, GATA3+)
      - bazální tumory většinou velmi dobře reagují na chemoterapii a neoadjuvantní terapii taxany resp platinovými deriváty (např. cis-platina)

    - AR+ triple negative tumory jsou nověji klasifikovány jako molecular apocrine resp. zjednodušeně (a nepřesně) jako ER-, AR+. Podle GATA3 převážně luminální (ne-bazální) tumory. Nereagují na neoadjuvantní terapii, efektivita chemoterapie a speciálně taxanů je nejasná, případně CMF chemoterapie. Nověji probíhají pokusy terapie blokádou receptoru AR bicalutamidem.

### Zvláštní typy karcinomů prsu
Některé typy karcinomů z různých důvodů vyžadují jinou klasifikaci. Jsou to především
- zánětlivý karcinom prsu – Postihuje všechny věkové skupiny nad 17 let, jedna z častějších forem ve skupině 17–25 let. Z důvodu absence ložiska nelze klasifikovat obvyklým způsobem. V terapii se velmi často používá neoadjuvantní chemoterapie a brachyterapie, případně další terapie podle receptorů
- phyllodes tumory – Postihují všechny věkové skupiny, tedy i děti a dospívající. Mohou být benigní, borderline i maligní. I maligní tumory se vyznačují tím, že prakticky nereagují na chemoterapii, ale v případě dostatečně rozsáhlého chirurgického výkonu mají jen malou mortalitu.
- secretory breast cancer (dříve "juvenile breast cancer") – Extrémně vzácná forma, za posledních sto let bylo zdokumentováno jen přibližně 100 případů, většinou u dětí. To, že jde zároveň o nejčastější dětský nádor prsu, ilustruje raritnost těchto nádorů u dětí. Definitivní diagnóza může být určena při potvrzení mutací ETV6 a NTRK3. Speciálně u dětí je velmi dobrá prognóza i když existuje značná nejistota ohledně nejlepší terapie. Tumorektomie u mladistvých pacientů je spojená s rizikem lokální recidivy během 4–20 let v přibližně 20–35 % případů, podstatně menší riziko je po mastektomii.[14][15]

### Klasifikace pomocí aktivace onkogenů
Onkogeny jsou geny, jejichž poruchy mohou v konečném důsledku způsobit vznik nádorového onemocnění.
U klasifikace pomocí onkogenů se jedná o pokus identifikovat co největší množství onkogenů a pomocí této znalosti předvídat široké spektrum biologických aspektů tumorů a jejich reakci na nejrůznější terapie.
Když se ukáže, že například geny související s angiogenezí (novotvorbou cév) jsou aktivovány více než normálně, je pravděpodobné, že onemocnění bude reagovat na blokaci angiogeneze (např. blokádou cytokinu zvaného VEGF).
Velké množství onkogenů je ve svém účinku nezávislých, proto je možné na základě znalosti profilu onkogenů volit účelnou kombinovanou terapii spočívající jednak v zařazení vhodných léčiv a jednak ve vyloučení léčiv, které by neměly na onemocnění valný efekt.

## Terapie
Nejdůležitější a většinou první část terapie je včasná operace, kterou se odstraní tumor a všechny napadnuté uzliny.

### Resekce tumoru, mastektomie
Podle velikosti, typu a rozšíření nádoru lze přistoupit k jedné ze tří operací, které odebírají různé množství tkáně prsu.
- Parciální mastektomie, kvadrantektomie, tumorektomie – je to prs zachovávající zákrok, při kterém se vyjme jen nádor s částí okolní tkáně. Kombinována s biopsii tzv. sentinelní uzliny z podpaží, v případě pozitivního nálezu se přistupuje i jejich k rozsáhlejšímu odnětí – exenteraci (podrobněji viz níže). Jizva po operaci je malá a prs zůstává zachován. Po operaci často následuje ještě ozařování prsu.
- Totální mastektomie – při ní se odebere celý prs a případně i některé uzliny z podpaží (sentinelní biopsie, následně podle závěru patologa).
- Radikální mastektomie – odebere se celý prs a velká většina či všechny uzliny z podpaží.

Rozhodující pro dlouhodobý kurativní úspěch je kompletní resekce tumoru respektive všech ložisek tumorů, přesný typ operace má hlavně vliv na profil vedlejších účinků a optický výsledek. U velmi mladých pacientek (<30let) je většinou zapotřebí mastektomie, ostatní postupy jsou v této věkové skupině spojeny se značně zvýšeným počtem lokálních recidiv. U ostatních pacientek je u lokalizovaných tumorů kombinace méně radikální operace a ozařování stejně efektivní.

#### Resekce uzlin
Dříve běžná totální resekce všech axiálních uzlin byla postupně nahrazena méně radikálními zákroky.
Běžný postup je během operace tumoru odebrat a analyzovat tzv. sentinelní uzlinu a podle výsledku případně odebrat další uzliny. Celkově se ukázalo, že i v případě že byla postižena sentinelní uzlina a 1-2 další uzliny, není často zapotřebí radikální resekce uzlin.[zdroj?] Je zapotřebí zvážit riziko lokální recidivy a imunologickou funkci uzlin, které zpravidla aktivně působí proti šíření rakoviny, dále vedlejší účinky a možnosti léčení hormonterapii a chemoterapii.

### Chemoterapie
Chemoterapie je často používanou metodou léčby nádorů prsu prováděná zejména pro agresivnější typy nádorů nebo u nádorů, proti kterým zatím neexistují specifické léky. Většinou se provádí po operaci a před ozařováním (tzv. adjuvantní chemoterapie), v některých případech (speciálně u "triple negative"/BRCA1 nádorů) v kombinaci s ozařováním před operací (neoadjuvantní).
Často ji lze provádět ambulantně, pacientka tedy nemusí kvůli chemoterapii ležet dlouhodobě v nemocnici. Chemoterapie je kombinovaná, volbu kombinace ovlivňuje jednak typ nádoru a jednak celkový stav pacientky. Terapeutické kombinace obvykle obsahují antracykliny a taxany, ve stádiu experimentů jsou terapeutické protokoly bez antracyklinů.
Tumory s vysokým procentem KI67 častěji reagují na taxany, luminální tumory spíše na anthracyckliny. BRCA1 tumory a jim podobné reagují na kombinace karboxyplatiny a taxanů. Pro tumory s vysokým procentem HER2neu lze v některých případech použít poněkud šetrnější vinorelbin v kombinaci s herceptinem.

### Hormonální terapie (antiestrogenní terapie)
Hormonální terapie připadá v úvahu u nádorů, které pro svůj růst potřebují ženské pohlavní hormony. Často platí, že čím pokročilejší nádor je, tím více jeho hormonální závislost klesá. Hormonální terapie může být dvojí.
- Medikamentózní hormonální terapie – podává se buď tamoxifen, který blokuje účinek estrogenů, nebo tzv. inhibitory aromatáz (např. exemestan), tedy léky, které tělu zabraňují vytvářet vlastní pohlavní hormony. Většinou začíná po operaci a případné chemoterapii. Terapie musí být podávána dlouhodobě, obvykle nejméně několik let.
- Chirurgická hormonální terapie – u žen před přechodem se někdy odstraňují vaječníky, protože jsou hlavním zdrojem ženských pohlavních hormonů (tzv. chirurgická kastrace). Dále se užívá kastrace chemická (lék Zoladex).

### Herceptin
Herceptin blokuje HER2neu receptory, které jsou v některých typech nádorů zodpovědné za růst. Terapie zpravidla začíná co nejdříve po operaci, probíhá paralelně s případnou chemoterapií a ozařováním. Typicky se podává jeden rok.

### Radioterapie
U nádorů prsu připadá v úvahu jak teleterapie, tak brachyterapie.
Radioterapie se provádí zpravidla po operaci a případné chemoterapii, snižuje riziko lokálních recidiv.
Při brachyterapii se do prsu implantují tenké trubičky s obsahem zářiče, které se po několika dnech opět vyjmou. Nově se vyvíjí intraoperativní brachyterapie – během resekce tumoru se vloží silný zářič do prsu a nechá krátkou dobu působit.

### Biologická terapie
Biologická terapie v širším slova smyslu zastřešuje všechny cílené zásahy do biologie nádoru s cílem nádor zničit nebo zastavit jeho růst.

#### Biologická terapie v užším slova smyslu
Pod biologickou terapií v užším slova smyslu jsou míněny ty postupy, kdy je terapie cílena na konkrétní receptor. Sem patří zejména výše uvedený herceptin, dále i např. blokáda angiogeneze.

#### Imunoterapie
Cílem imunoterapie je stimulovat přirozenou protinádorovou imunitu popř. stimulovat imunitní systém tak, aby byl proti nádoru imunní.
Ve stádiu testování je např. vakcína NeuVax, která by měla imunizovat proti Her2Neu receptoru.
Imunoterapie je často spojována s biologickou terapií, protože "klasickým" přístupem k biologické terapii je využití monoklonálních protilátek proti jednotlivým receptorům.